# Trà Bình
Trà Bình là một xã thuộc huyện Trà Bồng, tỉnh Quảng Ngãi, Việt Nam.
Xã Trà Bình có diện tích 22,15 km², dân số năm 1999 là 4593 người, mật độ dân số đạt 207 người/km².